# سیارک ۲۹۴
سیارک ۲۹۴ (به انگلیسی: 294 Felicia) دویست و نود و چهارمین سیارک کشف شده‌است که در ۱۵ ژوئیه ۱۸۹۰ و در نیس کشف شد.
قدر مطلق سیارک برابر ۹٫۶۰ است.